# Villotte-devant-Louppy
Villotte-devant-Louppy é uma comuna francesa na região administrativa de Grande Leste, no departamento de Meuse. Estende-se por uma área de 11,23 km². Em 2010 a comuna tinha 169 habitantes (densidade: 15 hab./km²).